# Kyle Walker
Kyle Andrew Walker (født 28. maj 1990) er en engelsk professionel fodboldspiller, som spiller for Premier League-klubben Burnley F.C. og Englands landshold.

## Opvækst
Walker blev født i Sheffield og voksede op i Sharrow-området i byen. Han gik på Porter Croft Infant & Junior School, og derefter på High Storrs School indtil 2006.